# La Colorada

La Colorada é um município do estado de Sonora, no México.